# Cowboy Kid
Cowboy Kid es un videojuego para la NES liberado en América en febrero del año 1992 y el año anterior 1991 fue liberado en Japón bajo el nombre de Western Kids (ウエスタンキッズ Uesutan Kizzu?). El juego fue distribuido por Romstar y está inspirado en la serie Ganbare Goemon de Konami.

## Resumen
El jugador o los jugadores (permite hasta dos jugadores simultáneamente) controla a un joven pistolero que viaja por diversas tierras eliminando villanos y jugando minijuegos. En general el gameplay es moverse por diferentes ciudades en forma horizontal golpeando cofres que dan oro y eliminando a los chicos malos que aparezcan. El juego tiene un elemento RPG al ir ciudad en ciudad recogiendo información y hablando con sus habitantes. Una vez que el jugador tiene el equipo para convertirse en sherif, debe eliminar a un enemigo fuera de la ley para ganar un bonus en dinero. Un campo de tiro se muestra, donde los jugadores deben dispararle a los objetivos evitando dispararle a los civiles que aparecen a veces ( recarcar que el juego es extremadamente raro y tiene un muy alto valor en el mercado)